# Just (Tęgoborze)
Just – część wsi Tęgoborze w Polsce, położona w województwie małopolskim, w powiecie nowosądeckim, w gminie Łososina Dolna.
Dawniej samodzielna miejscowość i gmina jednostkowa, obejmująca Just, Strugę, Świdnik i Tęgoborze.
W latach 1975–1998 miejscowość administracyjnie należała do województwa nowosądeckiego.

## Zabytki
Obiekt wpisany do rejestru zabytków nieruchomych województwa małopolskiego.
- Kościół filialny pw. NP Marii, dzwonnica, otoczenie.

## Znane osoby
Z Justem powiązany jest Just z Tęgoborzy.